# Arnold Sijen
Arnold Sijen auch: Arnoldus Syen, Arent Seyen, Seijen; (* 18. September 1640 in Amsterdam; † 21. Oktober 1678 in Leiden) war ein niederländischer Mediziner und Botaniker.

## Leben
Der Sohn von Joris Pietersz. Sijen († 9. September 1666) und dessen Frau Marijtge Bosch († 19. Mai 1662), die Tochter des Kaufmanns Arent Dirksz. Bosch und dessen Frau Elisabeth Jansdr. de Vogel, hatte vermutlich seine Ausbildung am Athenaeum Illustre Amsterdam erhalten. Als Achtzehnjähriger immatrikulierte er sich am 24. Februar 1656 an der Universität Leiden, um ein Studium der Philosophie und Literatur zu absolvieren. Jedoch scheint er sich bald den medizinischen Wissenschaften zugewendet zu haben. So dürften vor allem Johannes Antonides van der Linden und Adolphus Vorstius seine prägenden Lehrer in den medizinischen Wissenschaften gewesen sein, denn am 17. September 1659 promovierte er dort mit der Abhandlung Diss. de Hydrope ascite (Leiden 1659) zum Doktor der Medizin. Sijen fand als Arzt in Gouda ein neues Tätigkeitsfeld, wo er in seinem Garten viele wichtige Pflanzen kultivierte.
Hierzu bereiste er in verschiedene Teile von Europa. Insbesondere in Frankreich, England und Deutschland bereicherte er seine Kenntnisse und lernte dabei eine Vielzahl von Personen kennen, mit denen er in Briefkontakt stand. Sehr gerne experimentierte er mit dem Mikroskop, wobei er die Struktur von Pflanzen untersuchte. 1669 wurde er von den Kuratoren der Leidener Hochschule als Nachfolger von Florentius Schuyl zum Professor der Medizin und Botanik berufen. Nachdem er das Amt am 8. Februar 1670 angetreten hatte, übernahm er auch die Direktion des botanischen Gartens Hortus Botanicus Leiden. Während seiner Leidener Zeit wuchs der Bestand des Hortus beständig. Im Jahre 1674/75 beteiligte er sich zudem als Rektor der Alma Mater, an den organisatorischen Aufgaben der Leidener Hochschule. Von seinen Schriften kennt man eine Abhandlung de herba Fumana und die Aantekeningen over de Malabarse Kruydhof. Am meisten Bedeutung hat seine Bearbeitung des ersten Teils des Hortus Indicus Malabaricus erlangt. Dieses Werk wurde später von seinem Amtsnachfolger Paul Hermann und von Jan Commelin fortgesetzt.

## Familie
Sijen hatte sich am 12. Juni 1663 in Gouda mit Clara Cincq (* Oktober 1642 in Gouda † 27. Dezember 1693), der Tochter Harmen Pietersz. Cincq und dessen Frau Niesje Gerritsdr. Bonse, verheiratet. Von seinen Kindern kennt man:
- Harmen Sijen, (* 9. Juni 1669) Rat von Gouda und Kapitän der Polizei ebenda, verh. 8. Oktober 1689 Maria van Alsem
- Jan Sijen (* 23. August 1667, † 10. März 1689)
- Maria Sijen (* 19. Juli 1669, † 13. März 1716) verh. 24. Juli 1691 mit Top(?) Brouwer, († 1696)
- Elisabeth
- Pieter
- Arnold